# Winston Girón
Wiston Manuel Girón Amaya (Ibagué, Tolima, Colombia; 28 de abril de 1988) es un exfutbolista colombiano que jugaba de delantero.

## Clubes
| Club            | País     | Año         |
| --------------- | -------- | ----------- |
| Deportes Tolima | Colombia | 2005 - 2007 |
| Expreso Rojo    | Colombia | 2008        |
| Boyacá Chicó    | Colombia | 2009 - 2014 |